# Geolimnichus coprophilus
Geolimnichus coprophilus är en skalbaggsart som beskrevs av Carles Hernando och Ignacio Ribera 2003. Geolimnichus coprophilus ingår i släktet Geolimnichus och familjen lerstrandbaggar. Inga underarter finns listade i Catalogue of Life.